# Dorjsürengiin Sumiyaa
Dorjsürengiin Sumiyaa (Mongolski: Доржсүрэнгийн Сумъяа; Baruunturuun sum, 11. ožujka 1991.) mongolska je džudašica i samboašica, natjecateljica u kategoriji do 57 kilograma.
U seniorsku džudašku konkurenciju ušla je 2009. godine, kada je osvojila 2. mjesto na Kupu Džingis-kana u Ulan Batoru.
2011. nastupila je na svom Grand Prixu, a godinu poslije bila je 3. na Svjetskim kupovima u Sofiji i Budimpešti te 2. u Varšavi.
Prvo seniorsko odličje osvojila je na Azijskom prvenstvu 2012. u Taškentu, gdje je bila srebrna. Godinu poslije, u Bangkoku, bila je brončana.
Osvojila je zlatno odličje na Istočnoazijskim igrama 2014. u Ulan Batoru. Iste godine, bila je 5. na Svjetskom prvenstvu u Čeljabinsku i 3. na Azijskim igrama u Incheonu.
Početkom 2015. osvojila je državno prvenstvo i zlatno odličje na Univerzijadi, 1. mjesto na Grand Prixevima u Tbilisiju i Ulan Batoru te 2. mjesto na Grand Prixu u njemačkom Düsseldorfu i francuskom Parizu. Bila je 3. na Svjetskom prvenstvu u Astani, osvojivši svoje prvo odličje sa Svjetskih prvenstava.
Prvi nastup na Olimpijskim igrama ostvarila je 2012. u Londonu, gdje je ispala odmah u prvom krugu natjecanja.
Četiri godine kasnije, na Olimpijskim igrama 2016. u Rio de Janeiru, osvojila je srebrno odličje u svojoj kategoriji. U poluzavršnici pobijedila je japansku džudašicu Kaori Matsumoto, da bi u završnici izgubila od brazilske predstavnice Rafaele Silve.